# 日隈モンテル
日隈 モンテル（ひぐま モンテル、2000年3月18日 - ）は、沖縄県中頭郡北谷町出身のプロ野球選手（外野手）。右投右打。埼玉西武ライオンズ所属。
西武での登録名はモンテル。元東京ヤクルトスワローズ所属のジュリアスは実兄。

## 経歴

### プロ入りまで
兄・ジュリアスと同じ、少年野球チーム「生野シルバーヤンキース」で軟式野球を始める。兄が少年野球チームに入ったとき、ついでで弟のモンテルも入れられ、まだモンテルは3歳だった。桑江中では「大矢ベースボールクラブ」でプレーした他、陸上選手として110mハードル走にも取り組んだ。小中学生時代のポジションは二塁手だった。
高校は野球の名門校である金光大阪高校に進学。2年生冬に野手から投手に転向。しかし、中学卒業時に167cmだった身長が高校進学後に急に伸び始めたことで全身の成長痛に悩まされ、高校3年間でベンチ入りすらできなかった。そんな中でもプロ野球志望届を提出したが、結局、ドラフトでの指名はなかった。
高校卒業後は株式会社ピクシーに勤務して、2018年途中にクラブチーム・OBC高島に加入。OBC高島では投手として登録されていたが、加入1年目に出場した阪神タイガースとの交流試合では代打で出場。試合後、フリーライター・岡本育子からの「もしかして二刀流？」という質問に対し「はい！二刀流です」と回答していた。2019年にチームは第44回全日本クラブ野球選手権大会で準優勝を収めたが、モンテルの登板はなかった。OBC高島でも怪我に悩まされたという。
2019年11月、地元の沖縄県で県初のプロ野球チームとして翌年から始動する琉球ブルーオーシャンズのトライアウトに参加し、実技審査を合格した。トライアウト合格者の中では唯一の10代で、チーム最年少選手として入団した。

### 琉球時代
2020年2月15日、琉球にとって初の実戦である中国・北京タイガースとの練習試合で先発登板を任され、3回を2安打無失点で抑えた。同年9月に読売ジャイアンツが実施したトライアウトに参加し、琉球のチームメイトの神谷塁とともに合格。しかし、神谷もモンテルも同年のドラフト会議で指名されることはなかった。
2021年は兄・ジュリアスも琉球に入団し、兄弟が同チームでプレーすることになった。しかし、8月に琉球球団関係者の多数が新型コロナウイルス感染症に感染し、また、複数のコーチ、選手による球団規律違反が判明したことで球団は活動休止に追い込まれた。同月14日にジュリアスが任意引退し、モンテルも9月8日に球団に自主退団を申し出、同月14日付で加藤徹らとともに自由契約となった。なお、モンテル自身は規律違反を犯していない旨を述べている。同年の琉球での成績は、11試合に登板して防御率14.46だった。

### 四国IL・徳島時代
琉球退団時はライバルでもあった兄が現役を引退したこともあり、自身も引退も覚悟していたが、兄から「お前はまだ続けろ。どんなことになっても支援はするから」と言われ、NPB球団に入団して一軍で出場することを明確な目標とする。9月28日、プロアスリートのセカンドキャリアを支援するArrow me株式会社とマネジメント契約を結んだことを報告した。同社のサポートを受けながら、NPBからの支配下指名を目指すこととなった。10月31日、四国アイランドリーグplus・徳島インディゴソックスの特別合格選手（球団推薦選手）となったことが、徳島球団より発表された。
2022年1月11日、徳島と契約合意したことが発表された。この年を最後の1年とする覚悟で臨んだシーズンだったが、投手としては制球力が安定せず、結果を残せないでいた。投手へのこだわりもあったが、身体能力を活かすために7月頃より野手転向に踏み切り、内野手登録に変更された（ただし、実際の出場は外野手）。すると、後期より茶野篤政と俊足を活かした1・2番コンビとしてレギュラーに定着し、転向後12試合で10盗塁を記録した。以降は足を警戒され、盗塁数をあまり伸ばせなかったものの、7月30日・31日の福岡ソフトバンクホークス三軍との2連戦で7打数3安打と打撃面でも手ごたえをつかみ始める。8月半ばは三振が増えたものの、9月には復調し、最終的に後期26試合の出場で、野手転向3か月ながら打率.247、13盗塁の成績を残した。
同年10月8日に埼玉西武ライオンズが独自に開催した入団テストに参加。この入団テストは、午前中は野球用具を一切使わずフィジカル面のみを測定するという異例の内容であった。身体能力の高さで将来性を評価され、同月20日開催のNPBドラフト会議において、西武より育成ドラフト2位で外野手として指名を受けた。なお、徳島で1・2番コンビを組んだ茶野もオリックス・バファローズより育成指名を受けている。

### 西武時代
2022年11月14日に西武と入団交渉を行い、支度金350万円、年俸400万円（いずれも推定）で仮契約した。背番号は119。
2023年2月1日、登録名が「モンテル」になることが発表された。イースタン・リーグ公式戦の出場2試合目となる4月21日の対東京ヤクルトスワローズ戦で「8番・左翼手」として先発出場すると、初打席で左前への初安打を記録した。7月30日の対東北楽天ゴールデンイーグルス戦では清宮虎多朗からセンターへの公式戦初本塁打を記録した。イースタン・リーグ公式戦には21試合に出場し、1本塁打、2打点、2盗塁、打率.277の成績だった。シーズン終了後にはみやざきフェニックス・リーグへの参加が発表された。
2024年は3月途中までオープン戦で一軍に同行した。開幕後は二軍で60試合に出場し、打率.284、16打点、12盗塁という成績を残す。オフに台湾で行われたアジアウインターベースボールリーグに参加し、打率.300、8盗塁を記録した。
2025年も3月途中までオープン戦で一軍に同行した。開幕後は5月6日までに二軍で24試合に出場し、主に1番打者として打率.276（76打数21安打）、8打点、3盗塁を記録。5月7日に支配下契約を結んだことが発表された。背番号は73。即日一軍登録され、「9番・右翼手」として同日の福岡ソフトバンクホークス戦で先発出場も果たした。自身2戦目の9日の千葉ロッテマリーンズ戦で一軍初安打を記録したほか、空振り三振を喫した打席で投球が暴投となったことで三塁走者が生還、これが決勝点となる幸運な展開を呼び込んだ。しかし、4試合の出場でこの1安打しか記録できず、17日に登録を抹消された。8月10日に再度一軍登録。

## 選手としての特徴・人物
2022年の徳島入団時の体力テストで垂直跳びで91.8cm、背筋力220kgを計測し、その身体能力を活かすために投手から野手に転向。野手としては自身で「足はちょっと他の人とは違う」と豪語する俊足を武器とし、右打者ながら一塁到達タイムは3.67秒を計測する。打撃では、転向したシーズンは本塁打を打てなかったものの、広角に打てる長打力を持つ。野手転向後は中堅を守り、転向直後は守備力を不安視されながらも俊足を活かして打球に追いつけるため、大抵の打球は逸らさない自信があると語る。送球面に苦手意識を持つも、地肩には自信を持つ。
投手としては身長185cmの高さを生かしたストレートと、そのストレートと腕の振りが変わらないスライダーとのコンビネーションが持ち味だった。スピンのきいたストレートを投げ、球速は最速147km/h。ただし、野球YouTuberのクーニンの動画で、スライダーとツーシームを披露しているが、スライダーは投げた瞬間に縫い目ですぐに判別がついてしまうとも指摘されている。また、クーニンからは、筋力とマウンドでの適応力を上げればNPB確実な素材と評されていた。
アメリカ人の父と日本人の母を持つハーフ。元東京ヤクルトスワローズ投手の兄・ジュリアスがおり、野球を続けてきたのは兄の存在が大きく、モンテルが高校在学中、兄がヤクルトからドラフト指名され、「絶対負けないと思った」「僕も兄弟なので行ける可能性があると思って、練習を頑張っていました」という。
「盛り上げ隊長」を自称する性格で、目標とする野球選手は新庄剛志。
徳島入団前にフリーのモデルを務めていた経験がある。

## 詳細情報

### 記録

#### NPB
初記録
- 初出場・初先発出場：2025年5月7日、対福岡ソフトバンクホークス9回戦（ベルーナドーム）、「9番・右翼手」で先発出場[54]
- 初打席：同上、2回裏に東浜巨から空振り三振
- 初安打：2025年5月9日、対千葉ロッテマリーンズ5回戦（埼玉県営大宮公園野球場）、3回裏にオースティン・ボスから右前安打[55]

### 独立リーグでの年度別打撃成績
| 年 度     | 球 団     | 試 合 | 打 席 | 打 数 | 得 点 | 安 打 | 二 塁 打 | 三 塁 打 | 本 塁 打 | 塁 打 | 打 点 | 盗 塁 | 盗 塁 死 | 犠 打 | 犠 飛 | 四 球 | 敬 遠 | 死 球 | 三 振 | 併 殺 打 | 打 率 | 出 塁 率 | 長 打 率 | O P S |
| --------- | --------- | ----- | ----- | ----- | ----- | ----- | -------- | -------- | -------- | ----- | ----- | ----- | -------- | ----- | ----- | ----- | ----- | ----- | ----- | -------- | ----- | -------- | -------- | ----- |
| 2022      | 徳島      | 26    | 101   | 89    | 10    | 22    | 4        | 1        | 0        | 28    | 8     | 13    | 8        | 3     | 1     | 6     | -     | 2     | 25    | 0        | .247  | .306     | .315     | .621  |
| 通算：1年 | 通算：1年 | 26    | 101   | 89    | 10    | 22    | 4        | 1        | 0        | 28    | 8     | 13    | 8        | 3     | 1     | 6     | -     | 2     | 25    | 0        | .247  | .306     | .315     | .621  |

### 独立リーグでの年度別投手成績
| 年 度     | 球 団     | 登 板 | 先 発 | 完 投 | 完 封 | 無 四 球 | 勝 利 | 敗 戦 | セ 丨 ブ | ホ 丨 ル ド | 勝 率 | 打 者 | 投 球 回 | 被 安 打 | 被 本 塁 打 | 与 四 球 | 敬 遠 | 与 死 球 | 奪 三 振 | 暴 投 | ボ 丨 ク | 失 点 | 自 責 点 | 防 御 率 | W H I P |
| --------- | --------- | ----- | ----- | ----- | ----- | -------- | ----- | ----- | -------- | ----------- | ----- | ----- | -------- | -------- | ----------- | -------- | ----- | -------- | -------- | ----- | -------- | ----- | -------- | -------- | ------- |
| 2022      | 徳島      | 3     | 0     | 0     | 0     | 0        | 0     | 0     | 0        | 0           | .000  | 16    | 1.1      | 6        | 0           | 3        | -     | 3        | 0        | 2     | 0        | 9     | 8        | 54.00    | 6.75    |
| 通算：1年 | 通算：1年 | 3     | 0     | 0     | 0     | 0        | 0     | 0     | 0        | 0           | .000  | 16    | 1.1      | 6        | 0           | 3        | -     | 3        | 0        | 2     | 0        | 9     | 8        | 54.00    | 6.75    |

### 背番号
- 41（2020年 - 2021年9月13日、2022年）
- 119（2023年[43] - 2025年5月6日）
- 73（2025年5月7日[53] - ）

### 登録名
- 日隈 モンテル（ひぐま モンテル、2020年 - 2022年）
- モンテル（2023年 - ）